# Kim Bergstrand
Kim Hilding Bergstrand (Täby, 18 aprile 1968) è un allenatore di calcio ed ex calciatore svedese.

## Caratteristiche tecniche
È stato un attaccante molto veloce, con buone doti di comprensione del gioco e di passaggio.

## Carriera

### Giocatore
I primi passi da calciatore li ha mossi da bambino nell'IFK Täby, una squadra del comune alle porte di Stoccolma di cui Bergstrand è originario.
Gli ultimi anni di settore giovanile li ha invece trascorsi con l'AIK.
Proprio con la maglia dell'AIK ha debuttato a livello senior, a partire dalla stagione 1986 sotto la guida dell'allenatore dell'epoca Rolf Zetterlund. Alla sua seconda presenza nel campionato di Allsvenskan, ha segnato un gol nel derby vinto 3-2 contro il Djurgården. Una settimana dopo ha segnato un gol in un altro derby cittadino, quello contro l'Hammarby vinto 0-4. Sul finire di stagione, però, essendosi ridotta la sua prolificità, ha perso il posto da titolare in favore del neoarrivato finlandese Jari Niinimäki.
Nel corso degli anni successivi ha dovuto spesso fare i conti con gli infortuni. Oltre a ciò, nell'estate 1987 ha rischiato la vita per via di una reazione allergica dovuta all'anestetico utilizzato per un'operazione all'appendice. Le stagioni seguenti non si sono rivelate positive né per il giocatore né per la squadra, che stazionava regolarmente nella parte bassa della classifica.
Nel 1992 ha fatto parte della rosa dell'AIK che riuscì a vincere il primo titolo nazionale a distanza di 55 anni, il nono nella storia del club.
Bergstrand ha assistito alla partita decisiva (Malmö FF-AIK 2-3) a bordo campo in stampelle, visto che in uno degli ultimi allenamenti si era lesionato il legamento del ginocchio sinistro in un contrasto con Michael Borgqvist. Rientrato nella primavera del 1993, è riuscito a disputare una delle migliori stagioni della sua carriera, con 11 gol segnati in 20 partite, cinque di questi realizzati nella sola partita vinta per 9-3 sul Brage. Al termine della stagione 1994, durante la quale Bergstrand ha segnato 2 gol in 18 presenze, il club e il giocatore si sono separati con un anno di anticipo rispetto alla scadenza del contratto.
La sua carriera è proseguita poi in un'altra squadra di Stoccolma, quella dei rivali dell'Hammarby. Il suo primo campionato in biancoverde si è chiuso con una retrocessione, seguita da due stagioni in seconda serie. Nel 1998 l'Hammarby, neopromosso, ha lottato a tratti per la conquista del titolo nazionale, andato però all'AIK. Quel campionato, chiuso con 2 reti in 24 partite, è stato l'ultimo giocato da Bergstrand in Allsvenskan.
Negli ultimi anni di carriera ha disputato un paio di stagioni con il Nacka FF (rispettivamente in seconda e terza serie) e un paio con il Brommapojkarna (terza e seconda serie a seguito della prima promozione in Superettan nella storia del club).

### Allenatore
La sua prima esperienza da allenatore è stata nel 2001 nelle serie minori al Nacka FF, durante l'ultimo anno di esistenza del club prima della scomparsa per motivi economici.
Nel 2003 ha intrapreso il ruolo di allenatore delle giovanili del Brommapojkarna, ovvero quella che era stata la sua ultima squadra da calciatore. Nel 2006 ha guidato la squadra al titolo nazionale nella categoria junior.
Nel 2008 è stato promosso a capo allenatore della prima squadra, che era appena stata retrocessa dalla prima stagione in Allsvenskan. Al primo tentativo, la squadra di Bergstrand ha centrato il ritorno della massima serie, trovando anche una salvezza al termine del campionato successivo. Nell'ottobre 2010, con la squadra in zona retrocessione, è stato esonerato in favore di Roberth Björknesjö.
A partire dalla stagione 2012, Bergstrand è stato l'allenatore del Sirius. Al termine del secondo anno sulla panchina nerazzurra ha raggiunto la promozione in Superettan. Il suo Sirius ha poi conquistato un'ulteriore promozione piazzandosi al primo posto nella Superettan 2016: la squadra mancava dalla massima serie da 42 anni.
Dopo aver conseguito due salvezze con il Sirius, a partire dalla stagione 2019 è stato chiamato alla guida degli stoccolmesi del Djurgården insieme al suo ormai storico assistente ed ex compagno di squadra Thomas Lagerlöf. Alla fine di quella stagione il club ha vinto l'Allsvenskan 2019, centrando un titolo nazionale che mancava dal 2005. Nell'UEFA Europa Conference League 2022-2023 i giocatori di Bergstrand e Lagerlöf hanno raggiunto gli ottavi di finale, dove sono stati eliminati dal Lech Poznań. Il 22 agosto 2023 il Djurgården ha annunciato che, dal precedente 13 agosto fino a nuovo avviso, Bergstrand sarebbe stato assente dalle attività di squadra per motivi personali. Il 12 settembre seguente la società ha comunicato il ritorno di Bergstrand. Il 21 ottobre 2024, nello stesso pomeriggio in cui sono stati recuperati gli ultimi minuti del derby perso 2-0 contro l'Hammarby (iniziato il giorno precedente ma sospeso per motivi di ordine pubblico), Bergstrand e Lagerlöf sono stati entrambi esonerati con la squadra momentaneamente al quarto posto nell'Allsvenskan 2024. Tra i motivi, oltre all'insoddisfazione per le tante sconfitte nei derby contro AIK e Hammarby nel corso degli anni, sono stati riportati i rapporti non idilliaci tra i giocatori e gli allenatori. La parentesi del duo alla guida del Djurgården si è dunque chiusa dopo quasi sei stagioni.

## Palmarès

### Giocatore

#### Competizioni nazionali
- Campionato svedese: 1

AIK: 1992
- Mästerskapsserien: 1

AIK: 1992

### Allenatore
- Campionato svedese: 1

Djurgården: 2019
- Superettan: 1

Sirius: 2016